# Aaron Wonesch
Aaron Wonesch (* 26. Mai 1966) ist ein österreichischer Jazzpianist.

## Leben und Wirken
Wonesch erhielt ab 1975 Klavierunterricht. Nach dem Besuch eines Seminars von Bill Dobbins studierte er von 1985 bis 1990 am Konservatorium der Stadt Wien.
Zwischen 1987 und 1991 war er Pianist an den Vereinigten Bühnen Wien und spielte in Broadway-Shows wie „42nd Street“, „A Chorus Line“, „Phantom der Oper“, „Les Misèrables“, und André Hellers „Wintergarten“. Zudem arbeitete er für Fernsehen und Radio mit verschiedenen Künstlern zusammen, u. a. Tom Jones, Johnny Cash oder Johnny Logan und war mit Alexander Goebel auf Gastspielreise.
Mit seinem Jazztrio tourt er durch Österreich, Deutschland und die Niederlande. Auch Festivals in New York, Hongkong, Shanghai, London, Helsinki, Venedig und Montreux bespielte er mit Jazzmusikern wie Jimmy Cobb, Leo Wright, Bill Berry, Lew Tabackin, Jeff Clayton oder Jerry Bergonzi. Weiterhin gehört er zum Sextett von Joschi Schneeberger, wo er auch Flügelhorn spielt. Auch auf Alben von Hans Salomon (Midnight Lady) und Heinz von Hermann (Hi, Bix) ist er zu hören. Er lehrt am Wiener Konservatorium Jazzpiano.